# Wakamalang
Wakamalang (nepalski: वाकामलाङ) – gaun wikas samiti w zachodniej części Nepalu w strefie Lumbini w dystrykcie Palpa. Według nepalskiego spisu powszechnego z 2001 roku liczył on 536 gospodarstw domowych i 3465 mieszkańców (1692 kobiet i 1773 mężczyzn).